# Călin Georgescu
Călin Georgescu (ur. 26 marca 1962 w Bukareszcie) – rumuński polityk i urzędnik państwowy, kandydat w wyborach prezydenckich w 2024.

## Życiorys
Z wykształcenia agronom, absolwent uczelni Institutul Agronomic „Nicolae Bălcescu” w Bukareszcie z 1986. W 1999 uzyskał na niej doktorat z pedologii. Ukończył również studia podyplomowe w zakresie bezpieczeństwa i obronności narodowej (2007).
Początkowo pracował jako inżynier, na początku lat 90. został zatrudniony w Senacie, a następnie powołany na doradcę ministra środowiska w gabinecie Theodora Stolojana. Od 1997 do 1998 był sekretarzem generalnym tego ministerstwa. Zajmował się również koordynowaniem projektów dotyczących zrównoważonego rozwoju, a także kierował pracami zespołów opracowujących krajowe strategie w tej dziedzinie (z 1999 i 2008). W latach 2000–2011 był dyrektorem wykonawczym CNDD, centrum zajmującego się zrównoważonym rozwojem. W latach 2004–2005 zajmował dyrektorskie stanowisko w ministerstwie spraw zagranicznych. Od 2006 do 2012 pełnił funkcję dyrektora wykonawczego w IPID, instytucie prowadzącym projekty z zakresu innowacji i rozwoju. Był też ekspertem w biurze wysokiego komisarza Narodów Zjednoczonych do spraw praw człowieka. Zajął się również działalnością konsultingową. W latach 2013–2015 kierował centrum badawczym Klubu Rzymskiego, a od 2015 do 2016 zarządzał instytutem United Nations Global Sustainability Index Institute.
W późniejszych latach przez pewien czas współpracował z Sojuszem na rzecz Jedności Rumunów. W 2022 był kandydatem na honorowego przewodniczącego partii, która wcześniej przedstawiała go jako swojego kandydata na premiera. Współpracę zakończono jeszcze w 2022 w związku z kontrowersjami dotyczącymi wypowiedzi Călina Georgescu, który do rumuńskich bohaterów narodowych zaliczył Corneliu Zeleę Codreanu i Iona Antonescu.
W 2024 wystartował jako kandydat niezależny w wyborach prezydenckich. Prowadził zauważalną kampanię w serwisie internetowym TikTok, zyskując pewną popularność. Większość przedwyborczych sondaży wskazywała, że jego poparcie nie przekraczało 10%. Ostatecznie w pierwszej turze z 24 listopada otrzymał 22,94% głosów, zajmując 1. miejsce spośród 14 zarejestrowanych pretendentów. Przeszedł do drugiej tury, w której jego konkurentem została Elena Lasconi z USR (która dostała 19,18% głosów).
6 grudnia 2024, dwa dni przed planowaną drugą turą głosowania, Trybunał Konstytucyjny unieważnił cały proces wyborczy, nakazując jego powtórzenie. Decyzję tę motywowano stwierdzonymi zewnętrznymi ingerencjami w wybory – krajowe służby specjalne wskazały, że Rumunia przed pierwszą turą stała się celem agresywnych rosyjskich ataków hybrydowych (co miało wpłynąć na nadspodziewanie dobry wynik Călina Georgescu).
W lutym 2025 został zatrzymany przez funkcjonariuszy policji, przedstawiono mu zarzuty dotyczące głównie nieprawidłowości w finansowaniu kampanii wyborczej oraz działań przeciwko porządkowi konstytucyjnemu. Polityk nie przyznał się do tych czynów, uznając śledztwo przeciwko niemu za nadużycie. W marcu 2025 komisja wyborcza odmówiła zarejestrowania jego kandydatury w kolejnych wyborach prezydenckich, wskazując, że to niestosowanie się do przepisów wyborczych przez Călina Georgescu doprowadziło do unieważnienia poprzednich wyborów. Decyzja ta wywołała w Rumunii protesty ze strony zwolenników polityka; została ona utrzymana w mocy w tym samym miesiącu przez Trybunał Konstytucyjny.

## Życie prywatne
Jest żonaty, ma trzech synów.

## Poglądy
Krytykował członkostwo Rumunii w NATO, uznając, że nie zapewni ono bezpieczeństwa temu państwu. Negatywnie wypowiadał się o projekcie tarczy antyrakietowej w Deveselu, oceniając go jako przejaw polityki konfrontacyjnej i nazywając inicjatywę „wstydem dyplomacji”.
Uznawany również za polityka prorosyjskiego, przy czym sam się odcinał od takiego określenia. W wywiadzie telewizyjnym popierał zbliżenie Rumunii z Rosją, natomiast Ukrainę określił jako „państwo wymyślone”. Chwalił też Władimira Putina, opisując go jako osobę, która „kocha swój kraj”.
W swoich publicznych wypowiedziach m.in. podważał fakt lądowania człowieka na Księżycu. Stwierdził również, że napoje gazowane zawierają nanochipy, które dostają się do ludzkiego organizmu. Zmiany klimatu uznał za globalne oszustwo niemające nic wspólnego z rzeczywistością. W podcaście z 2024 powiedział, że nikt nigdy nie widział wirusa COVID-19, a „jedyną prawdziwą nauką jest Jezus Chrystus”.